# Seznam oper Bohuslava Martinů

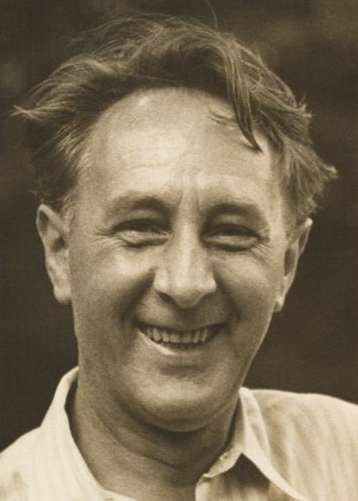
Bohuslav Martinů v roce 1943

Toto je seznam oper Bohuslava Martinů:

## Opery
| název                            | Halbreichovo číslo | rok vzniku | rok premiéry | poznámka         |
| -------------------------------- | ------------------ | ---------- | ------------ | ---------------- |
| Voják a tanečnice                | 162                | 1926-1927  | 1928         |                  |
| Slzy nože                        | 169                | 1928       | 1969         |                  |
| Tři přání aneb Vrtkavosti života | 175                | 1928-1929  | 1971         | opera - film     |
| Den dobročinnosti                | 194                | 1929       | 2003         |                  |
| Hry o Marii                      | 236                | 1933-1934  | 1935         |                  |
| Hlas lesa                        | 243                | 1935       | 1935         | rozhlasová opera |
| Veselohra na mostě               | 247                | 1935       | 1937         | rozhlasová opera |
| Divadlo za bránou                | 251                | 1936       | 1936         | opera - balet    |
| Julietta                         | 253                | 1937       | 1938         |                  |
| Dvakrát Alexandr                 | 255                | 1937       | 1964         |                  |
| Čím lidé žijí                    | 336                | 1951-1952  | 1953         |                  |
| Ženitba                          | 341                | 1952       | 1953         |                  |
| Žaloba proti neznámému           | 344                | 1953       | 1953         | nedokončeno      |
| Mirandolina                      | 346                | 1953-1954  | 1959         |                  |
| Ariadna                          | 370                | 1958       | 1961         |                  |
| Řecké pašije                     | 372                | 1954-1959  | 1961         | dvě verze        |